# António Capelo
António Martins Moreira Capelo (* 16. April 1956 in Castelo de Paiva) ist ein portugiesischer Schauspieler.

## Leben
Als Gymnasiast in Espinho wurde er Amateurschauspieler. 1977 wurde er Mitglied des Seiva Trupe-Theatersensembles in Porto und stand in Ramón María del Valle-Incláns Os Cornos de Dom Gaitas (dt. Die Hörner von Leutnant Firlefanz) erstmals als Berufsschauspieler auf der Bühne, inszeniert von Júlio Castronuovo. Nach zwei Jahren verließ Capelo die Trupe Seiva und spielte in verschiedenen weiteren Produktionen in Theatern Portos, bis er 1984 nach Lissabon übersiedelte, wo die größere Theaterszene mehr Möglichkeiten bietet. Nach einem ersten Engagement in der Barraca folgten u. a. das Teatro Villaret und das Teatro da Trindade, bis er 1986 im Teatro Nacional D. Maria II auftrat, in Lewis Carrolls A Caça ao Snark (dt. Die Jagd auf den Snark) (Inszenierung von Teresa Garcia Fernandes). Zu der Zeit stand er auch erstmals vor der Filmkamera, in Luís Filipe Costas Fernsehfilm Morte d´Homem (dt. Männertod).
Capelo kehrte danach nach Porto zurück, wo er das Teatro Universitário do Porto (Universitätstheater) die nächsten zehn Jahre leitete und erste Stücke selbst inszenierte. Im TEATRO in Porto stand er zudem gelegentlich als Schauspieler auf der Bühne, in Stücken von Almeida Garrett (1987, Mérope) und Rainer Werner Fassbinder (1989, Preparadise sorry now).
1990 gründete er in Porto die Schauspielschule Academia Contemporânea do Espectáculo, die er bis 2004 führte. Als Schauspieler sind in dem Jahr zwei Rollen im Auditório Nacional Carlos Alberto zu nennen, in Molières Tartufo (dt. Der Tartuffe) und in Bernard-Marie Koltès´ Combate de Negro e de Cães (dt. Kampf des Negers und der Hunde), beide in Regie von Rogério de Carvalho. Er übernahm eine Rolle im Mehrteiler O Processo de Camilo e Ana, die der öffentlich-rechtliche Fernsehsender RTP in Porto produzierte (Regie Herlânder Peyroteo), und spielte eine Reihe Hauptrollen in Theatern der Stadt. U.a. zählten dazu 1993 Macbeth, 1994 erneut Shakespeare (A Tempestade, dt. Der Sturm, im Teatro Nacional São João), 1999 erneut Koltès (Cais Oeste, Quai West, im Teatro do Bolhão), und 2003 Brechts A Resistível Ascenção de Arturo Ui (dt. Der aufhaltsame Aufstieg des Arturo Ui) an der eigenen Academia Contemporânea do Espectáculo (Regie Kuniaki Ida).
Capelo führte in der Zeit auch häufiger selbst Regie, darunter Stücke von Harold Pinter, Fassbender und Herberto Helder. Durch seinen Wohnort in Porto, entfernt von den vornehmlich in Lissabon angesiedelten Produktionen, bekam er nur gelegentlich Angebote des Fernsehens, bei den wenigen in Porto stattfindenden Produktionen. Seit den 2000er Jahren wurden seine Engagements jedoch häufiger, und er ist inzwischen auch regelmäßig in Telenovelas zu sehen. Für seine Rolle in der Serie Liberdade 21 war er 2009 beim Festival de Télévision de Monte-Carlo für herausragende Schauspielleistung nominiert.
Auch im Portugiesischen Film war die kraftvolle, ausdrucksstarke Schauspielkunst Capelos häufig gefragt. Oft spielte er dabei starke, auch autoritäre Charaktere, bewies aber auch immer wieder Wandlungsfähigkeit. Für seine Rolle des gedemütigten, sich mühsam an seine Werte klammernden Familienvaters in António Ferreiras Kinofilm „Vergiss alles was ich dir gesagt habe“ (Esquece tudo o que te disse) war er 2003 für einen Globo de Ouro nominiert.

## Filmografie (Auswahl)
- 1988: Agosto; R: Jorge Silva Melo
- 1992: Auf Wiedersehen, Prinzessin (Adeus Princesa); R: Jorge Paixão da Costa
- 1997: Tentação; R: Joaquim Leitão
- 1998: Os Mutantes – Kinder der Nacht (Os Mutantes); R: Teresa Villaverde
- 1998: Der goldene Fluß (O Rio do Ouro); R: Paulo Rocha
- 1999: A Hora da Liberdade (Fernsehfilm); R: Joana Pontes
- 1999: Jaime; R: António-Pedro Vasconcelos
- 2000: Nelken für die Freiheit (Capitães de Abril); R: Maria de Medeiros
- 2002: Vergiss alles was ich dir gesagt habe (Esquece tudo o que te disse); R: António Ferreira
- 2011: Aristides de Sousa Mendes, O Cônsul de Bordéus; R: João Correa, Francisco Manso